# Talsperre Mae Ngat Somboon Chon
Die Talsperre Mae Ngat Somboon Chon ist eine Talsperre mit Wasserkraftwerk im Landkreis Mae Taeng, Provinz Chiang Mai, Thailand. Sie staut den Mae Ngat zu einem Stausee auf.
Die Talsperre dient dem Hochwasserschutz, der Bewässerung, dem Tourismus und der Stromerzeugung. Sie ging 1985 in Betrieb. Die Talsperre ist im Besitz der Electricity Generating Authority of Thailand (EGAT) und wird auch von EGAT betrieben.

## Absperrbauwerk
Das Absperrbauwerk ist ein Erdschüttdamm mit einer Höhe von 59 m. Die Länge der Dammkrone beträgt 1950 m. Die Hochwasserentlastung befindet sich auf der linken Dammseite.

## Stausee
Bei Vollstau erstreckt sich der Stausee über eine Fläche von rund 16 km² und fasst 265 Mio. m³ Wasser.

## Kraftwerk
Die installierte Leistung des Kraftwerks beträgt mit zwei Turbinen 9 MW. Die Jahreserzeugung liegt bei 29 Mio. kWh.